# Porsche Tennis Grand Prix 1995 - Doppio
Il doppio del torneo di tennis Porsche Tennis Grand Prix 1995, facente parte del WTA Tour 1995, ha avuto come vincitrici Gigi Fernández e Nataša Zvereva che hanno battuto in finale Meredith McGrath e Larisa Neiland con il punteggio di 5–7, 6–1, 6–4.

## Teste di serie
1. Gigi Fernández /  Nataša Zvereva (campionesse)
2. Meredith McGrath /  Larisa Neiland (finale)

1. Lindsay Davenport /  Lisa Raymond (semifinali)
2. Brenda Schultz /  Rennae Stubbs (semifinali)

## Tabellone

### Legenda
| - Q = Qualificato - WC = Wild card - LL = Lucky loser | - ALT = Alternate - SE = Special Exempt - PR = Protected Ranking | - w/o = Walkover - r = Ritirato - d = Squalificato |